# Sucre de palme

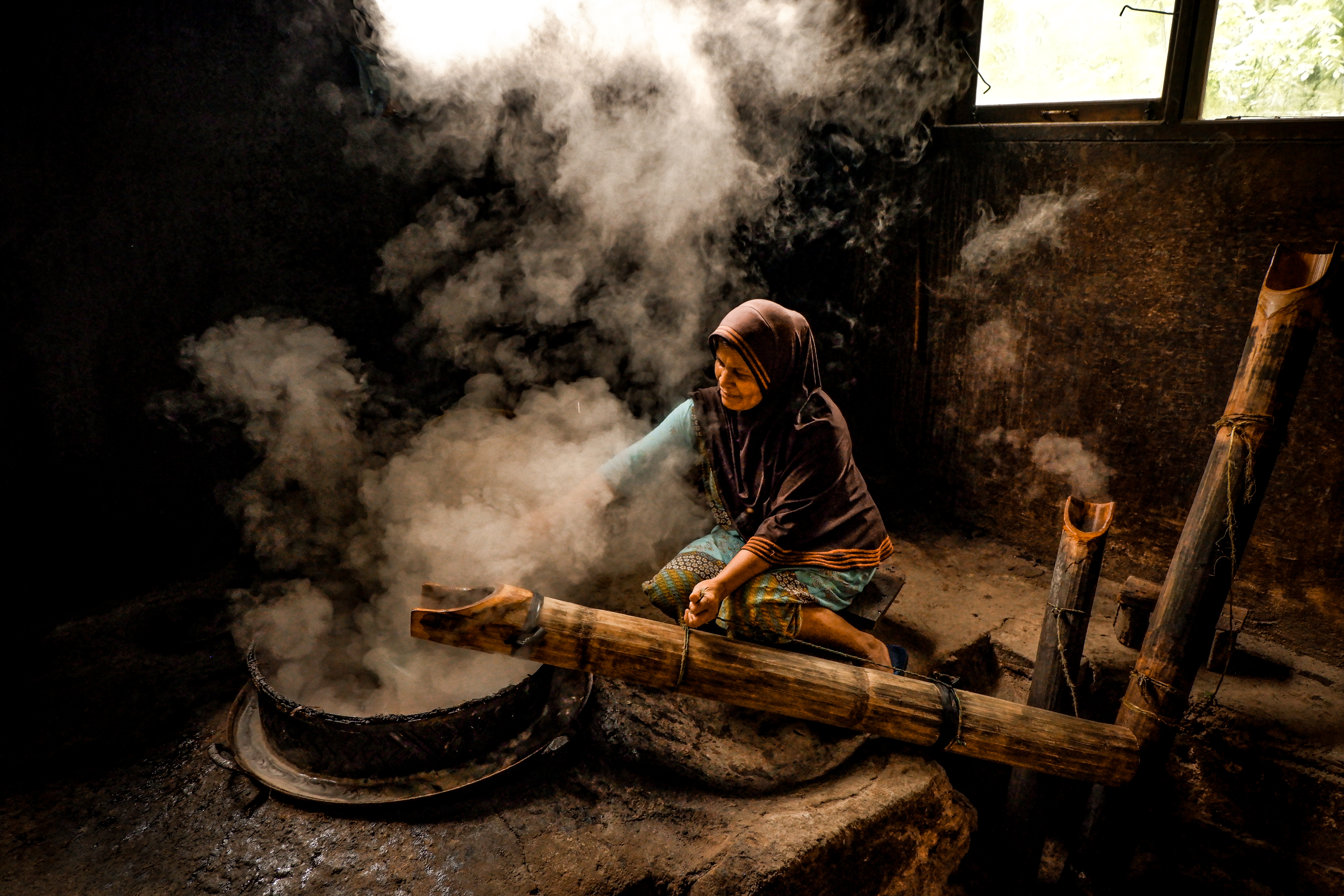
Sève de palmier qui bout pour la préparation traditionnelle du sucre de palmier dans un village indonésien du Sumatra occidental

Le sucre de palme est un édulcorant qui peut provenir de différentes variétés de palmiers. Les sources prédominantes sont le palmier rônier, le palmier-dattier, le nypa (palmier de mangrove), le palmier à sucre ou le cocotier . 
Bien que leurs compositions changent légèrement, tous sont produits de façon similaire et peuvent être utilisés de façon interchangeable.  